# Симпатикова част на ВНС
Централната симпатикова част се намира в сивото вещество на гръдния отдел на гръбначния мозък, а централната парасимпатикова част – в 4 области на мозъчния ствол и в сивото вещество на гръбначния мозък. Симпатиковата и парасимпатиковата част на вегетативната нервна система имат противоположно действие. Симпатиковата ускорява сърдечната дейност, стеснява кръвоносните съдове, повишава кръвното налягане, намалява образуването на храносмилателни сокове, понижава перисталтиката на стомаха и червата, разширява въздухоносните пътища в белите дробове, разширява зеницата.
Под действието на симпатиковите импулси организмът се мобилизира. Израз на това е ускорената сърдечна дейност, ускореното дишане, повишената температура, намалената активност на храносмилателната система. Парасимпатиковата част е обратната на симпатиковата – забавя сърдечната дейност, понижава кръвното налягане.